# Фокер D.IV
Фокер D.IV је једноседи двокрилни ловачки авион направљен у Немачкој. Авион је први пут полетео 1916. године. 

## Пројектовање и развој
Фокер D.IV је био последњи авион из серије које је пројектовао Мартин Кројцер и био је резултат покушаја да се побољша  ловац D.I уградњом снажнијег мотора Мерцедес D.III снаге 160 KS (119 kW) и јачањем наоружања (два митраљеза са паљбом унапред). Но без обзира на све то, због осредњих летних особина направљено је само око 40 примерака.

## Технички опис
Фокер D.IV је двокрили једноседи ловачки авион мешовите конструкције, структура трупа је била од заварених челичних цеви а структура клираје била од дрвета. Производио се у Немачкој за време Првог светског рата.
Труп му је правоугаоног попречног пресека. Носећа конструкциа трупа је направљена од заварених челичних цеви високе чврстоће. Предњи део, у коме је био смештен мотор је био обложен алуминијумским лимом а остали део трупа је био облепљен импрегнираним платном. Носач мотора је био од заварених челичних цеви. Иза мотора је постојала противпожарна преграда која је штитила авион у случају избијања пожара код мотора. Пилот је седео у отвореном кокпиту. Прегледност из пилотске кабине није била добра јер су поглед пилоту ометали цилиндри и издувне цеви мотора.
Авион је био опремљен течношћу хлађеним линијским мотором, Мерцедес D.III 160 KS (119 kW). Овај мотор се у литератури и документацији може наћи и под називом Даимлер D.III (Daimler D.III). Хладњак за воду се налазио са обе стране авиона, непосредно поред кабине пилота. На вратилу мотора је била причвршћена двокрака, вучна, дрвена елиса, непроменљивог корака.
Крила су била дрвене конструкције пресвучена импрегнираним платном релативно танког профила. Крилца за управљање авионом су се налазила само на горњим крилима. Крила су између себе била повезана са два пара упорница. Затезачи су били од клавирске челичне жице. Горње и доње крило су имала исти облик и димензије, горње крило је било померено ка кљуну авиона у односу на доње. Спојеви предње ивице са бочним ивица крила су полукружно изведени.
Репне површине код овог авиона се састоје од кормила правца и два кормила висине. Уобичајених Фиксних верикалних и хоризонталних стабилизатора овај авион нема. Сва кормила су направљена као цевасти челични рам са шупљим ребрима и платненом облогом. Вертикално кормило је постављено на крају репа а кормила висине су причвршћена за горњу ивицу трупа. Сва кормила су челичним сајлама директно везана за управљачки систем авиона.
Стајни орган је био класичан, направљен као челична конструкција од заварених танкозидих цеви са фиксном осовином. Tочкови су били димензија Ø 690 mm x 83 mm . Амортизација је била помоћу гумених каишева а на репном делу се налазила еластична дрвена дрљача.

## Наоружање
Авион је био наоружан са два синхронизована митраљеза који су се налазила испред пилота на горњој страни трупа и пуцала су кроз обртно поље елисе. Митраљези су се налазили у хаптичком пољу пилота тако да је могао да интервенише у случају застоја у паљби, што у то време није био редак случај.
| Наоружање авиона: Фокер        |                       |
| Ватрено (стрељачко) наоружање  |                       |
| Топ                            |                       |
| Митраљез                       |                       |
| Број и ознака митраљеза        | 2 х LMG 08/15 Spandau |
| Број метака                    | 500 по митраљезу      |
| Калибар                        | 7,92                  |
| Бомбардерско наоружање (бомбе) |                       |
| Ракетно наоружање (ракете)     |                       |

## Табела техничких података за авионе Фокер D.I - D.V
| Фокер авиони      |                |                |                 |                 |                |
| ----------------- | -------------- | -------------- | --------------- | --------------- | -------------- |
| Намена            | ловац          | ловац          | ловац           | ловац           | ловац          |
| Година            | 1916.          | 1916.          | 1916.           | 1916.           | 1917.          |
| Посада            | 1              | 1              | 1               | 1               | 1              |
| Дужина            | 6,30 m         | 6,40 m         | 6,30 m          | 6,30 m          | 6,05 m         |
| Размах            | 9,05 m         | 8,75 m         | 9,05 m          | 9,70 m          | 8,75 m         |
| Висина            | 2,55 m         | 2,55 m         | 2,25 m          | 2,45m           | 2,30 m         |
| Површина крила    | 20,00 m²       | 18,00 m²       | 20,00 m²        | 21,00 m²        | 15,50 m²       |
| Маса празног      | 463 kg         | 384 kg         | 462 kg          | 606 kg          | 363 kg         |
| Маса полетна      | 670 kg         | 576 kg         | 710 kg          | 840 kg          | 566 kg         |
| Број мотора       | 1              | 1              | 1               | 1               | 1              |
| Мотор             |                |                |                 |                 |                |
| Снага             | 119 KS (88 kW) | 100 KS (73 kW) | 160 KS (117 kW) | 160 KS (117 kW) | 100 KS (73 kW) |
| Max. брзина       | 150 km/h       | 150 km/h       | 160 km/h        | 160 km/h        | 170 km/h       |
| Плафон            | 4.300 m        | 4.250 m        | 4.250 m         | 5.000 m         | 4.000 m        |
| Долет             | 260 km         | 200 km         | 220 km          | 220 km          | 240 km         |
| Брзина пењања     | 198 m/min      | 252m/min       | 334 m/min       | 334 m/min       | 186 m/min      |
| Наоружање митраљ. | 1 х 7,92mm     | 1 х 7,92mm;    | 1 до 2 x 7,92mm | 2 x 7,92mm      | 1 до 2x7,92mm  |

## Земље које су користиле авион Фокер D.IV
- Немачко царство
- Шведска